# ایندول-۳-بوتیریک اسید
اسید ایندول-۳-بوتیریک (به انگلیسی: Indole-3-butyric acid) یک ترکیب شیمیایی است. شکل ظاهری این ترکیب، بلورهای زرد سفید و روشن است.